# 鶴見守義

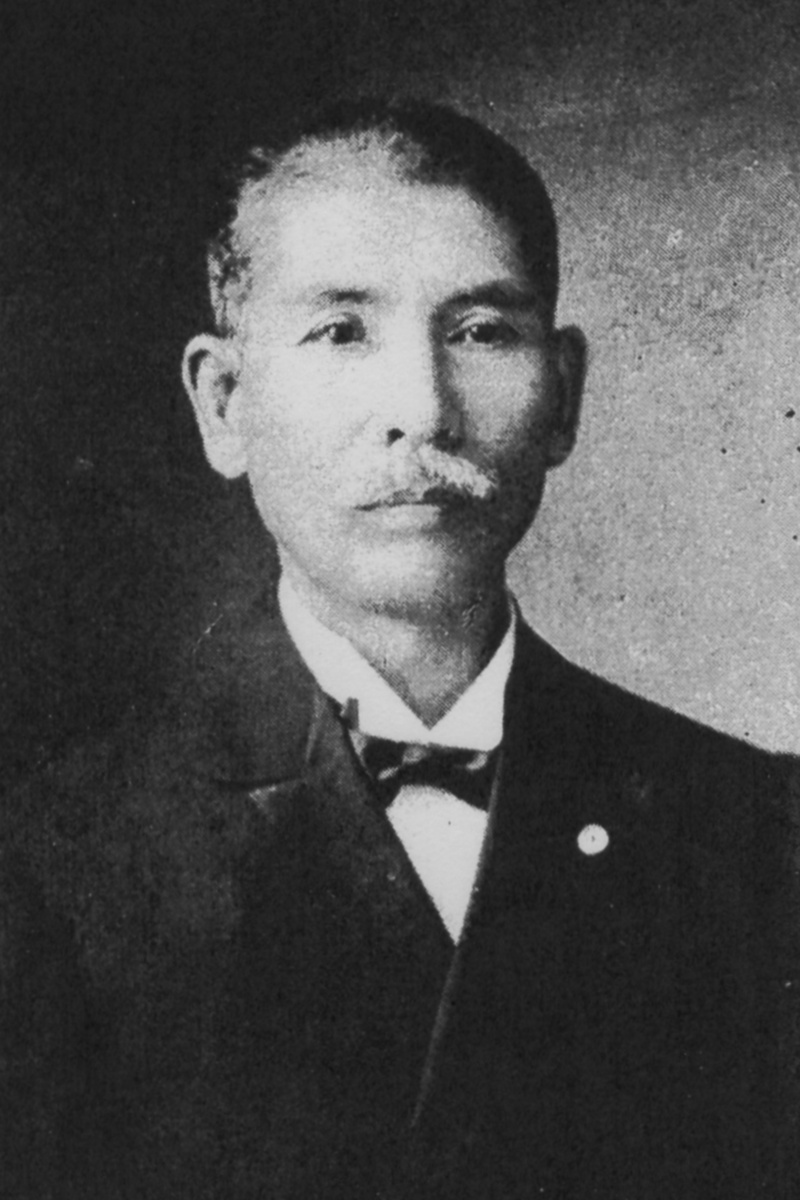
鶴見守義

鶴見 守義（つるみ もりよし、1858年4月25日（安政5年3月12日） - 1939年（昭和14年）12月18日）は、明治から大正時代の司法官。大審院判事。関西法律学校創立者。

## 経歴
日光（現栃木県日光市）に生まれる。1876年（明治9年）県の貢進によって司法省法学校に入学し、1884年（明治17年）同校卒業と同時に司法省御用掛を拝命する。1886年（明治19年）大阪始審裁判所判事補となり、同年6月、判事に、1890年（明治23年）には部長判事に進む。1895年（明治28年）長崎控訴院判事に転じるまで在阪する。この間、関西法律学校創立に関与し初代学監としてフランス民法を講じた。1899年（明治32年）大審院判事となり、1922年（大正11年）まで務めた。

## 親族
- 娘婿：平田昇（三女友子夫、海軍中将）[6]